# 漆間英治
漆間 英治（うるま えいじ、1935年5月15日 - ）は、日本の経営者、警察官僚。綜合警備保障社長、会長を務めた。

## 来歴・人物
大分県出身。1958年に早稲田大学政治経済学部を卒業し、同年に警察庁に入庁した。1985年に広島県警察本部長、1986年に警察庁刑事局保安局長、1988年に中部管区警察局長を歴任し、1990年に綜合警備保障専務に就任し、1995年8月に副社長を経て、1996年6月に社長に就任。2001年6月に副会長に就任し、2002年6月から相談役を務めた。
2005年11月に瑞宝中綬章を受章。